# 銅鑼九華山大興善寺
24°26′48″N 120°45′34″E / 24.446719°N 120.759540°E
銅鑼九華山大興善寺，簡稱九華山大興善寺、大興善寺，是位於臺灣苗栗縣銅鑼鄉九湖村的九華山大興善寺道場，以持咒加持的水聞名。

## 沿革
九華山大興善寺，為1961年左右源起於苗栗縣苑裡鎮成功路的民宅，1965年搬到苑裡鎮天下路，正式有「大興善寺」之名。但寺院產權發生糾紛。1985年開山祖師「無名比丘尼」（有人稱其為福慧或慧福，信眾尊稱為「救世師父」）圓寂時，指示前往銅鑼闢寺。當初遷移時，為避免遭到苑裡鎮民強留，據說利用晚上連夜搬走。銅鑼鄉九湖村道場於同年農曆十二月十五日開幕，寺址為銅鑼鄉九湖村九湖183號。事後原址附近居民還曾上山跪求住持遷回，因未能如願而向苑裡鎮公所陳情，要求行文大興善寺，促請遷回原址。旅日女企業家劉秀忍捐助新臺幣四百萬修建寺院通往山腳的馬路。由於寺名遠播，沿途產生不少販買土產的攤販。為搭配當地宗教，跨越西湖溪、通往此寺的九湖大橋，也在南、北兩側橋頭各設二尊佛陀像，護欄裝飾有數十個蓮花座，在北部地區各橋樑中堪稱獨樹一格。
九二一大地震後，大興善寺與信徒將準備建大殿的六千萬元全捐出賑災。2005年在僧眾、三寶佛、開山祖師金身搬至三義鄉建立新道場後，同年12月17日銅鑼道場迎來新佛像，舉辦安座儀式。同年開始動工整修，2007年2月11日十尊神像安座，安座前車隊先繞行公館、銅鑼等鄰近鄉鎮，沿路住家擺設香案祈福。
九華山大興善寺道風，絶無向任何人或委託任何人募任何款項。

## 祭祀

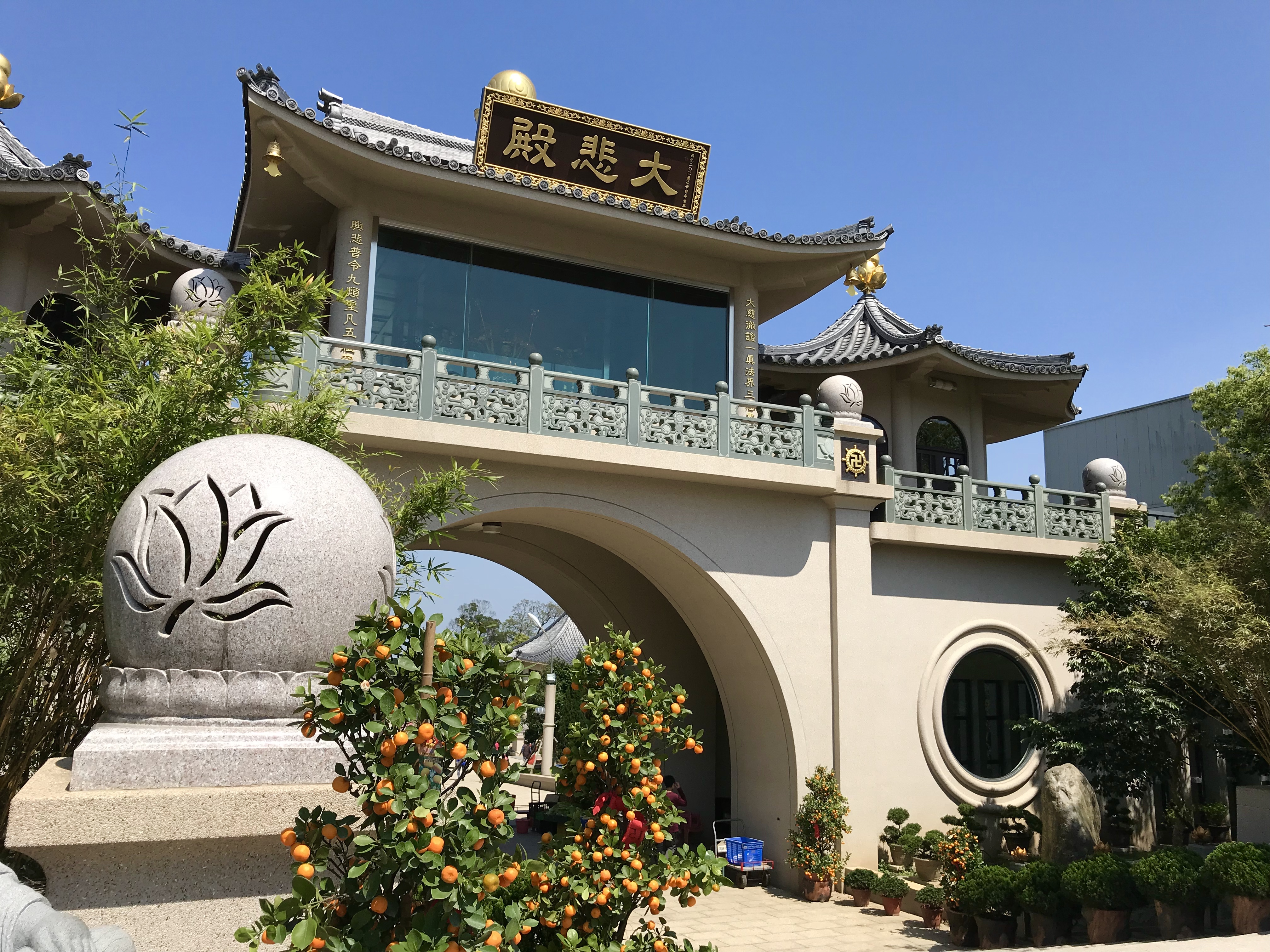
大悲殿

主祀三寶佛、還有供奉觀世音菩薩及「救世師父」，及一尊外形神似觀音、取名為「木觀音」的樹幹。住持堅持佛像嚴禁拍照，這也為寺方特色。
每年會有六次法會，法會前一天信眾會一同搓湯圓。在2000年報導時，寺方表示志工有二、三千人，會不定期到寺院幫忙，張羅素齋、打掃環境、接待香客、指揮交通，大部分負責供膳，分組挑菜、切菜、煮菜、分菜、洗碗，假日供膳義工動輒百人。信徒們曾說，大興善寺除了農曆十二月十五開基紀念日外，農曆一月十二、二月十九，六月十九日與四月初八日都相當熱鬧，朝山信徒至少都會高達上萬人。
因逢假日，此寺就動輒數百輛遊覽車往來，交通受阻，民眾也以此作為呼籲建立銅鑼外環道的理由之一。

## 佛茶
此寺聞名之因，主要因寺方持咒加持的水盛傳有治各種病症的神效，在福慧法師生前，信徒就深信佛茶有神力。寺裡僧尼會為香客分配以帶回家飲用，每人最多三公升，塑膠桶一排排，形成奇觀。若在寺內喝時必須在大殿跪求祝禱，帶回飲用也應面向大興善寺的方位跪求祝禱。還有些信徒會跪在寺前久久不起，由家人或僧尼將水從頭頂淋下，或以手帕沾水在身上拍打。寺方強調，救世師父雖已圓寂，但精神願力長在，曾有信眾拿水送請衛生單位檢驗，結果符合安全衛生標準。